# 2016年哈馬攻勢
2016年哈馬攻勢是敘利亞反政府武裝於2016年8月29日在哈馬省北部發起的攻勢，企圖以「圍魏救趙」減輕政府軍對阿勒頗市反對派部隊的進迫。

## 戰況
2016年8月29日，阿克薩戰士以兩輛自殺炸彈車攻擊政府軍在al-Lataminah村附近的檢查站。反對派攻佔數條村及Halfaya鎮。
8月30日，反對派攻佔Taybat al-Imam鎮及附近2條村。8月31日，反對派攻佔Suran鎮。以阿克薩戰士為首的反對派部隊隨後進攻阿拉維派村莊瑪恩（Ma'an）。
9月1日，反對派攻佔Maardis鎮及附近1條村。
9月6日，進攻瑪恩的反對派被政府軍擊退。9月7日，敘利亞媒體宣稱當日有150多名反對派武裝分子在哈馬省北部陣亡。
9月11日，反對派攻佔考卡卜（Kawkab）。
9月21日，反對派俘虜20名政府軍士兵並處決他們。
9月24日，反對派攻佔瑪恩和al-Kabariyyah。政府軍隨後反攻，重新進入al-Kabariyyah。
9月27日，反對派攻佔6條村。截至9月29日，反對派已攻佔42個鎮、村和山。
政府軍趁反對派不同派系在伊德利卜省內鬨交火，於10月8日反攻，收復包括Qarah在內的10條村。
10月9日，政府軍收復瑪恩和Kubbariyah村，到次日又被反對派奪回兩地。10月11日，政府軍收復考卡卜，並再次收復Kubbariyah。10月13日，政府軍收復瑪恩。
10月16日，政府軍收復Maardis和Iskandariah村。
10月27日，政府軍收復Souran。